# Conanthalictus deserticola
Conanthalictus deserticola är en biart som beskrevs av Timberlake 1961. Conanthalictus deserticola ingår i släktet Conanthalictus och familjen vägbin. Inga underarter finns listade i Catalogue of Life.